# 真田秀吉
真田 秀吉（さなだ ひできち、1873年（明治6年）5月5日 - 1960年（昭和35年）1月20日）は、明治時代後期から昭和時代の土木工学者、内務官僚。

## 経歴
広島県に生まれる。1898年（明治31年）東京帝国大学工科大学土木工学科を卒業し、内務省に出仕する。第五区（大阪）土木監督署に入り、淀川改修に1911年（明治44年）まで従事した。淀川改修では主任技師として大規模な機械化施工を推し進めた。同年東京土木出張所に転じ、1921年（大正10年）まで利根川第三期改修工事に従事。淀川改修で確立した施工技術を応用してパナマ運河を凌ぐ大土木工事に尽力した。この間、1914年（大正3年）に欧米に出張した。
同年、東京土木出張所工務部長兼庶務部長になり、関東大震災後には管内の河川構造物の復旧工事を担当した。1924年（大正13年）大阪土木出張所長に転じたのち、1928年（昭和3年）再び東京土木出張所に戻り所長に就任した。1934年（昭和9年）退官。1933年（昭和8年）には土木学会第21代会長に就任し、同職を1年間務めた。退官後は、史実に基づいた数多くの土木関連の著作を残し、また漢詩も能くした。